# 2020年NBA總決賽
2020年NBA總决赛，別名2020年NBA總冠軍賽，是2019-20 NBA賽季的最後一場系列賽程，於2020年9月30日開始至10月14日進行，由東部聯盟冠軍邁阿密熱火對西部聯盟冠軍洛杉磯湖人，兩隊皆剛於2020年重返季後賽便晉級總决赛，為NBA歷史上第一次出現此情況。
比賽採用七戰四勝制2-2-1-1-1的形式，例行賽成績較優的洛杉磯湖人（52–19）獲得多一個主場的優勢，系列賽的第一、二、五、七場比賽在他們主場進行（在泡泡園區安排下，實際上兩隊都沒有主場優勢），洛杉磯湖人也在雷霸龍·詹姆斯的帶領下以4:2奪下總冠軍，同時也在這年與波士頓塞爾提克的冠軍數並列聯盟最多。

## 例行賽對戰
| 日期           | 客隊       | 比數    | 主隊       |
| -------------- | ---------- | ------- | ---------- |
| 2019年11月9日  | 洛杉磯湖人 | 95–80   | 邁阿密熱火 |
| 2019年12月14日 | 邁阿密熱火 | 110–113 | 洛杉磯湖人 |

### 季後賽成績
| 邁阿密熱火                                               | 邁阿密熱火 | 賽事       | 洛杉磯湖人                                              | 洛杉磯湖人 |
| -------------------------------------------------------- | ---------- | ---------- | ------------------------------------------------------- | ---------- |
| 44-29（.603） 東南賽區第一名，東區第五名，全聯盟第十二名 | 常規賽     | 常規賽     | 52-19 (.732) 太平洋賽區第一名，西區第一名，全聯盟第三名 |            |
| 4-0擊敗印第安那溜馬                                      | 第一輪     | 第一輪     | 4-1擊敗波特蘭拓荒者                                     |            |
| 4-1擊敗密爾瓦基公鹿                                      | 分區半決賽 | 分區半決賽 | 4-1擊敗休士頓火箭                                       |            |
| 4-2擊敗波士頓塞爾提克                                    | 分區決賽   | 分區決賽   | 4-1擊敗丹佛金塊                                         |            |

## 比賽概要

### 第一戰
| 9月30日 9:00 p.m. |

| 賽後數據 |

| 邁阿密熱火 98–116 洛杉磯湖人                                                                          |  |                                                                        |
| 每節分數： 28–31、20–34、19–28、31–23                                                                 |  |                                                                        |
| 得分： 吉米·巴特勒 23 篮板： 安德烈·伊格達拉, 肯德里克·纳恩, 凱利·奧利尼克 5 助攻： 安德烈·伊格達拉 6 |  | 得分： 安東尼·戴維斯 34 篮板： 勒布朗·詹姆士 13 助攻： 勒布朗·詹姆士 9 |
| 湖人取得系列賽1-0領先                                                                                 |  |                                                                        |

### 第二戰
| 10月2日 9:00 p.m. |

| 賽後數據 |

| 邁阿密熱火 114–124 洛杉磯湖人                                      |  |                                                                     |
| 每節分數： 23–29、31–39、39–35、21–21                              |  |                                                                     |
| 得分： 吉米·巴特勒 25 篮板： 凱利·奧利尼克 9 助攻： 吉米·巴特勒 13 |  | 得分： 勒布朗·詹姆士 33 篮板： 安東尼·戴維斯 14 助攻： 拉簡·朗多 10 |
| 湖人取得系列賽2-0領先                                              |  |                                                                     |

### 第三戰
| 10月4日 7:30 p.m. |

| 賽後數據 |

| 洛杉磯湖人 104–115 邁阿密熱火                                          |  |                                                                   |
| 每節分數： 23–26、31–32、26–27、24–30                                  |  |                                                                   |
| 得分： 勒布朗·詹姆士 25 篮板： 勒布朗·詹姆士 10 助攻： 勒布朗·詹姆士 8 |  | 得分： 吉米·巴特勒 40 篮板： 吉米·巴特勒 11 助攻： 吉米·巴特勒 13 |
| 湖人取得系列賽2-1領先                                                  |  |                                                                   |

### 第四戰
| 10月6日 9:00 p.m. |

| 賽後數據 |

| 洛杉磯湖人 102–96 邁阿密熱火                                           |  |                                                                  |
| 每節分數： 27–22、22–25、26–23、27–26                                  |  |                                                                  |
| 得分： 勒布朗·詹姆士 28 篮板： 勒布朗·詹姆士 12 助攻： 勒布朗·詹姆士 8 |  | 得分： 吉米·巴特勒 22 篮板： 吉米·巴特勒 10 助攻： 吉米·巴特勒 9 |
| 湖人取得系列賽3-1領先                                                  |  |                                                                  |

### 第五戰
| 10月9日 9:00 p.m. |

| 賽後數據 |

| 邁阿密熱火 111–108 洛杉磯湖人                                     |  |                                                                        |
| 每節分數： 25–24、35–32、28–26、23–26                             |  |                                                                        |
| 得分： 吉米·巴特勒 35 篮板： 吉米·巴特勒 12 助攻： 吉米·巴特勒 11 |  | 得分： 勒布朗·詹姆士 40 篮板： 勒布朗·詹姆士 13 助攻： 勒布朗·詹姆士 7 |
| 湖人取得系列賽3-2領先                                             |  |                                                                        |

### 第六戰
| 10月11日 7:30 p.m. |

| 賽後數據 |

| 洛杉磯湖人 106–93 邁阿密熱火                                            |  |                                                            |
| 每節分數： 28–20、36–16、23–22、19–35                                   |  |                                                            |
| 得分： 勒布朗·詹姆士 28 篮板： 安東尼·戴維斯 15 助攻： 勒布朗·詹姆士 10 |  | 得分： 阿德巴約 25 篮板： 阿德巴約 10 助攻： 吉米·巴特勒 8 |
| 湖人4–2擊敗熱火 奪得2020年NBA總冠軍                                     |  |                                                            |